# タイム・トラベル/ジョイ
『タイム・トラベル／ジョイ』（TIME TRAVEL/JOY）は、1978年4月10日にリリースされた原田真二4作目、本人初の両A面シングル。

## 解説
アルバム『Feel Happy』リリース後に発売されたシングル。前作「シャドー・ボクサー」迄は原田のデビュー以前に書き下ろされた作品であったが、当EPより、デビュー後制作品となっている。
見開きダブル・ジャケットで、レコード盤には両面にAと表記される両A面での発売。両曲とも演奏時間が同じ3分51秒。
音楽番組出演における演奏曲は「タイム・トラベル」がメインであったが、夜のヒットスタジオ、レッツゴーヤングにて、「ジョイ」を披露した。また原田は、「タイム・トラベル」にて『第29回NHK紅白歌合戦』初出場を果たした。
オリコンランキングは自己最高4位。売上は「キャンディ」とほぼ同数の26万枚を突破（「てぃーんず ぶるーす」は約28万枚）。

## エピソード
「タイム・トラベル」は、松本隆により先に書き下ろされた詞に、原田が後付けで曲を乗せた。
原田は、ストーリー仕立てで字数も多いことから、最初はどうしたものかと困惑したが、長野県に旅行中、温泉につかりながらメロディーが浮かびすぐ書き上げ、上手くいったと語っている。
後年、松本は当作品のコンセプトにあたり「夢の中では時間と空間を飛びまくる。こんな設定の歌はそれまでなかった。一度、歌のSFのようなものを作ってみたかった。」と語っている。
「時間旅行のツァーはいかが?」というリフレインは、詩をもらった当初は一回だった。
シングルでは、この作品からストリングス・アレンジも原田が手掛け始めた。　　　　

## カバー
- 2011年にスピッツが、テレビドラマ『僕とスターの99日』の主題歌として「タイム・トラベル」をカバー（後にスペシャルアルバム『おるたな』に収録）。原田の作品では提供曲も含め、初めてテレビドラマの主題歌に使われた。
- 鈴木雅之が2014年、カバーアルバム「DISCOVER JAPAN II」にて「タイム・トラベル」のカバーを収録。
- 丸本莉子がアルバム『COVER SONGS』（2018年2月28日）にて「タイム・トラベル」をカバー。
- 2023年のテレビドラマ「パリピ孔明」において、上白石萌歌が演じるヒロイン・月見英子が劇中で「タイム・トラベル」を歌唱[8]。また、同年11月1日に、本作を含む劇中歌を収録したアルバム『Dreamer』（EIKO名義）がリリースされた[9]。

## 収録曲
- 全曲作詞：松本隆　作曲・編曲：原田真二

1. タイム・トラベル (3分51秒)
2. ジョイ (3分51秒)

## ミュージシャン
- 原田真二：アコースティック・ピアノ、ホンキートンク・ピアノ、シンセサイザー、マリンバ、アコースティック12弦ギター、パーカッション
- Robert Peter Brill：ドラムス、シンセ・ドラム
- 関雅夫：エレクトリックベース
- 青山徹：エレクトリック・ギター、アコースティック・ギター
- 古田たかし：パーカッション
- トマト：ストリングス
- 吉田拓郎：バッキング・ボーカル

## 収録アルバム・DVD
オリジナル
- 『Feel Happy 2007〜Debut 30th Anniversary〜』（#1）

ベスト
- 『原田真二 ザ・ベスト』（#1）
- 『THE BEST COLLECTION』（#1、#2）
- 『GOLDEN☆BEST 原田真二 OUR SONG〜彼の歌は君の歌〜

セルフカバー
- 『Best Songs』（#1）

ライブ
- 『Shinji Harada at Budokan '78〜Time Travel〜』（#1）

DVD
- 『OUR SONG and all of you (ライヴ・アット・武道館)』（#1）